# Greene (Maine)
Greene és una població dels Estats Units a l'estat de Maine (EUA). Segons el cens del 2000 tenia 4.076 habitants.

## Demografia
Segons el cens del 2000, Greene tenia 4.076 habitants, 1.494 habitatges, i 1.186 famílies. La densitat de població era de 48,6 habitants/km².
Dels 1.494 habitatges en un 39,1% hi vivien nens de menys de 18 anys, en un 66,2% hi vivien parelles casades, en un 7,8% dones solteres, i en un 20,6% no eren unitats familiars. En el 15,3% dels habitatges hi vivien persones soles el 5% de les quals corresponia a persones de 65 anys o més que vivien soles. El nombre mitjà de persones vivint en cada habitatge era de 2,71 i el nombre mitjà de persones que vivien en cada família era de 2,99.
Per edats la població es repartia de la següent manera: un 26,6% tenia menys de 18 anys, un 6% entre 18 i 24, un 33,2% entre 25 i 44, un 25,3% de 45 a 60 i un 8,9% 65 anys o més.
L'edat mediana era de 37 anys. Per cada 100 dones de 18 o més anys hi havia 99,3 homes.
La renda mediana per habitatge era de 48.017 $ i la renda mediana per família de 52.857 $. Els homes tenien una renda mediana de 33.894 $ mentre que les dones 23.006 $. La renda per capita de la població era de 19.452 $. Entorn del 5% de les famílies i el 6,5% de la població estaven per davall del llindar de pobresa.